# 丁坤
丁坤，福建連江西铺人，明朝政治人物、進士出身。
洪武十七年，福建甲子乡试中舉。洪武十八年，登乙丑科會試中進士，擔任浮梁县丞。